# GP Ouest-France 2007
GP Ouest-France 2007 blev afholdt den 2. september rundt om den franske landsby Plouay i Bretagne. Løbet bestod af en 19,1 kilometer lang rundestrækning med tribuner på siderne, som blev kørt flere gange.
Thomas Voeckler vandt løbet efter et soloudbrud på to km før mål. Thor Hushovd vandt spurten i hovedfeltet – 50 meter bag Voeckler.
|    | Rytter             | Hold               | Tid     | ProTour-point |
| -- | ------------------ | ------------------ | ------- | ------------- |
| 1  | Thomas Voeckler    | Bouygues Télécom   | 5:32.47 | 40            |
| 2  | Thor Hushovd       | Crédit Agricole    | + 0.02  | 30            |
| 3  | Danilo Di Luca     | Liquigas           | s.t     | 25            |
| 4  | Filippo Pozzato    | Liquigas           | s.t     | 20            |
| 5  | Steven de Jongh    | Quick Step         | s.t     | 15            |
| 6  | Matthieu Sprick    | Bouygues Télécom   | s.t     | 11            |
| 7  | Rinaldo Nocentini  | ag2r               | s.t     | 7             |
| 8  | Carlo Scognamiglio | Milram             | s.t     | 5             |
| 9  | Manuele Mori       | Saunier Duval      | s.t     | 3             |
| 10 | Arnaud Gérard      | Française des Jeux | s.t     | 1             |